# Euselasia gelanor
Espèce
Euselasia gelanor est un insecte lépidoptère appartenant à la famille  des Riodinidae et au genre Euselasia.

## Dénomination
Euselasia gelanor a été décrit par Caspar Stoll en 1780 sous le nom de Papilio gelanor.
Synonyme : Erythia gelanoria Hübner, [1819].

### Nom vernaculaire
Euselasia gelanor se nomme en anglais Rosy Euselasia.

## Description
Euselasia gelanor est un papillon d'une envergure d'environ 32 mm de couleur marron marbré de beige.
L'autre face est de couleur beige à reflets rose avec la partie basale séparée de la partie distale par une ligne jaune et une fine bordure jaune doublée aux postérieures d'une ligne submarginale de chevrons noirs.

## Écologie et distribution
Euselasia gelanor est présent en Guyane, Guyana, au Surinam, au Venezuela, en Équateur au Brésil, au Pérou et en Bolivie,.

### Biotope
Il réside dans la forêt tropicale.